# Yunguyo (Puno)
Yunguyo ist eine Stadt in der Region Puno im äußersten Südosten von Peru. Yunguyo ist Verwaltungssitz der Provinz Yunguyo und des Distrikts Yunguyo. Die Einwohnerzahl betrug 2017 11.766. Die Bevölkerungszahl der Stadt lag 1993 bei 9036, im Jahr 2007 bei 11.934.

## Lage
Yunguyo liegt auf einer Halbinsel am Südwest-Ufer des Titicacasees. Direkt östlich der Stadt verläuft die Staatsgrenze zu Bolivien, und von dort führt eine asphaltierte Straße zu dem wenige Kilometer entfernten Küstenort Copacabana auf der bolivianischen Seite.